# Women and Children First
Women And Children First är ett musikalbum av Van Halen, släppt den 26 mars 1980. Albumet sålde i över 10 miljoner redan första året. Låten "Loss of Control" skrevs under samma period som "Ain't Talkin' 'Bout Love" från Van Halen.

## Låtar på albumet
1. "And The Cradle Will Rock..."
2. "Everybody Wants Some"
3. "Fools"
4. "Romeo Delight"
5. "Tora! Tora!"
6. "Loss of Control"
7. "Take Your Whiskey Home"
8. "Could This Be Magic?"
9. "In A Simple Rhyme"